# Cimetière boisé de Tallinn
Le cimetière boisé de Tallinn (estonien : Metsakalmistu) est un cimetière boisé situé dans l'arrondissement de Pirita à Tallinn en Estonie.

## Présentation
Le cimetière boisé, situé au 36, rue Kloostrimetsa tee ouvre en 1939.
Conçue par Herbert Johanson, la chapelle funéraire du cimetière est construite en 1936.
En 1996, la chapelle est incendiée par des  vandales, elle est restaurée par la ville.
En 2006, le cimetière ouvre un colombarium.
En 2006, le cimetière est organisé en carrés par métiers: acteurs, sportifs, compositeurs, écrivains, artistes, journalistes, médecins, membres de l'union des architectes, membres du régiment d'infanterie 200 de l'armée finlandaise, anciens combattants de la guerre d'indépendance, chercheurs et autres personnalités célèbres.

## Personnalités enterrées au cimetière
- Emma Asson (1889-1965), première femme élue au Parlement estonien.
- Evald Aav
- Ervin Abel
- Mait Agu
- Urmas Alender
- August Alle
- Hendrik Allik
- Ants Antson
- Aleksander Arder
- Rein Aren
- Lydia Auster
- Eino Baskin
- Eduard Bornhöhe
- Ferdinand Eisen
- Heino Eller
- Gustav Ernesaks
- Ants Eskola
- Viktor Gurjev
- Illar Hallaste
- Arved Haug
- Karl-August Hindrey
- Viktor Hion
- Alo Hoidre
- August Jakobson
- Jaak Joala
- Harri Jänes
- Kärt Jänes-Kapp
- Uno Järvela
- Jüri Järvet
- Heino Kaljuste
- Karl Kalkun
- Eugen Kapp
- Nikolai Karotamm
- Raimond Kaugver
- Paul Keres
- Urmas Kibuspuu
- Kaljo Kiisk
- Gunnar Kilgas
- Kaarel Kilvet
- Albert Kivikas
- Meta Kodanipork
- Lydia Koidula
- Konstantin Konik
- Einari Koppel
- Johannes Kotkas
- Jüri Krjukov
- Hendrik Krumm
- Ilmar Kullam
- Raimund Kull
- Boriss Kumm
- Tiit Kuusik
- Boris Kõrver
- Johannes Käbin
- Aksel Küngas
- Olga Lauristin
- Hans Leberecht
- Artur Lemba
- Robert Lepikson
- Heino Lipp
- Endel Lippmaa
- Verner Loo
- Viljar Loor
- Sulev Luik
- Bruno Lukk
- Olga Lund
- Elsa Maasik
- Heino Mandri
- Alo Mattiisen
- Roman Matsov
- Lennart Meri, (1929-2006) traducteur en estonien de nombreux écrivains dont Vercors et Marcel Aymé
- Alfred Mering
- Mai Mering
- Lepo Mikko
- Voldemar Miller
- Felix Moor
- Uno Naissoo
- Veera Nelus
- Alfred Neuland
- Mati Nuude
- Rudolf Nuude
- Sulev Nõmmik
- Arne Oit
- Bruno Oja
- Aksel Orav
- Illart Orav
- Vello Orumets
- Karl Orviku
- Georg Ots
- Karl Ots
- Rein Otsason
- Kristjan Palusalu
- Valdo Pant
- Boris Parsadanian (1925–1997), compositeur d'origine arménienne
- Tarmo Pihlap
- Paul Pinna
- Gennadi Podelski
- Endel Puusepp
- Priit Põldroos
- Konstantin Päts
- Riho Päts
- Arvo Ratassepp
- Kirill Raudsepp
- Ott Raukas
- Alfons Rebane
- Salme Reek
- August Rei
- Eldor Renter
- Artur Rinne
- Richard Roht
- Henn Saari
- Ago Saller
- Linda Saul
- Peeter Saul
- Konstantin Savi
- Johannes Semper
- Jenny Siimon
- Juhan Smuul
- Uwe Soodla
- Ülo Sooster
- Lepo Sumera
- Arnold Suurorg
- Juhan Sütiste
- Abi Zeider
- Georg Taleš
- Aino Talvi
- Anton Hansen Tammsaare
- Ilmar Tammur
- Ruut Tarmo
- Leo Tauts
- Otto Tief
- Hardi Tiidus
- Romulus Tiitus
- Helmi Tohvelmann
- Ullo Toomi
- Friedebert Tuglas
- Konstantin Türnpu
- Mati Unt
- Artur Vader
- Imbi Valgemäe
- Raimond Valgre
- Edgar Valter
- Johannes Vares-Barbarus
- Jüri Variste
- Harri Vasar
- Arnold Veimer
- Tuudur Vettik
- Asta Vihandi
- Juhan Viiding
- Eve Viilup
- Vello Viisimaa
- Karl Viitol
- Eduard Vilde
- Enn Võrk